# Joan III Crispo
Joan III Crispo, nascut el 1450, era fill de Francesc II Crispo i germà de Jaume III Crispo. Fou el divuitè duc de Naxos i de l'Arxipèlag, baró d'Astrogidis, senyor de Milos, de Santorí, Delos, Siros, Astipàlea, i consenyor de Amorgos. Va succeir al seu germà el 1480.
Es va casar amb Caterina Morosini.
Va morir el 1494 i va deixar un fill, Francesc III Crispo, que el va succeir.